# Rogues of Sherwood Forest
Rogues of Sherwood Forest is een Amerikaanse film uit 1950, gebaseerd op de legende van Robin Hood. De film is geregisseerd door Gordon Douglas. Hoofdrollen worden vertolkt door John Derek, Diana Lynn en Alan Hale, Sr.. Het script voor de film werd geschreven door Ralph Gilbert Bettison en George Bruce.

## Verhaal
De plot van de film volgt grotendeels het bekende verhaal van Robin Hood, die samen met Kleine Jan en een grote schare volgelingen de wapens opneemt tegen de tirannie van Jan zonder Land. De bende van Robin Hood was eerder al eens gevormd door Robins vader, en wordt nu door Robin weer bijeen geroepen.

## Rolverdeling
| Acteur          | Personage                  | Opmerkingen       |
| --------------- | -------------------------- | ----------------- |
| John Derek      | Robin Hood                 |                   |
| Diana Lynn      | Lady Marianne de Beaudray  |                   |
| George Macready | Jan zonder Land            |                   |
| Alan Hale, Sr.  | Kleine Jan                 |                   |
| Paul Cavanagh   | Sir Giles                  |                   |
| Lowell Gilmore  | Graaf van Flanders         |                   |
| Billy House     | Broeder Tuck               |                   |
| Lester Matthews | Alan-a-Dale                |                   |
| Billy Bevan     | Will Scarlet               | als William Bevan |
| Wilton Graff    | Baron Fitzwalter           |                   |
| Donald Randolph | Archbishop Stephen Langton |                   |

## Achtergrond
Deze film was de derde waarin acteur Alan Hale, Sr. de rol van Kleine Jan vertolkte. Hij speelde deze rol voor het eerst in 1922 in de film Robin Hood, en opnieuw in 1938 in de film Errol Flynn in 1938.